# 螺旋槳

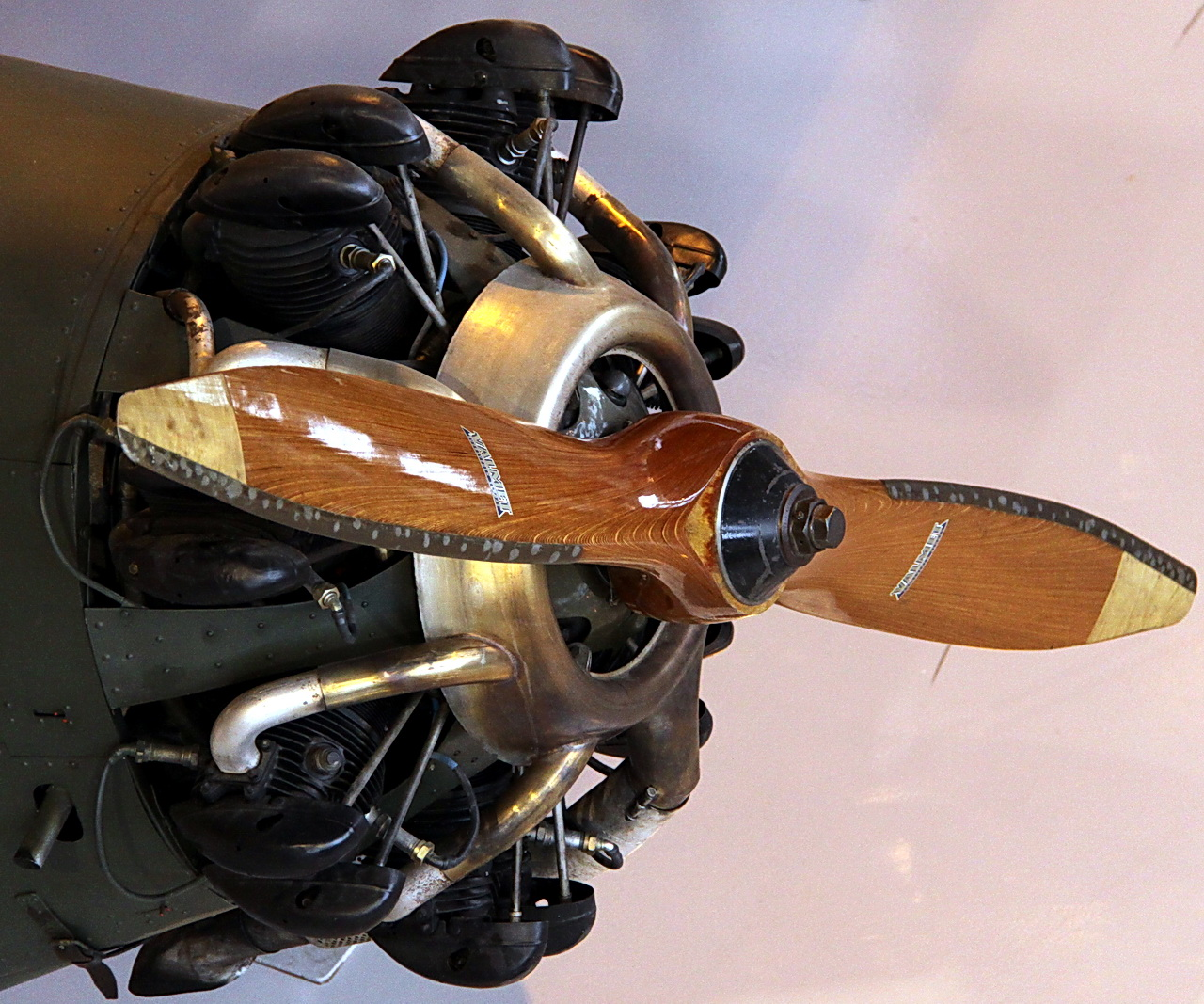
一戰飛機用螺旋槳

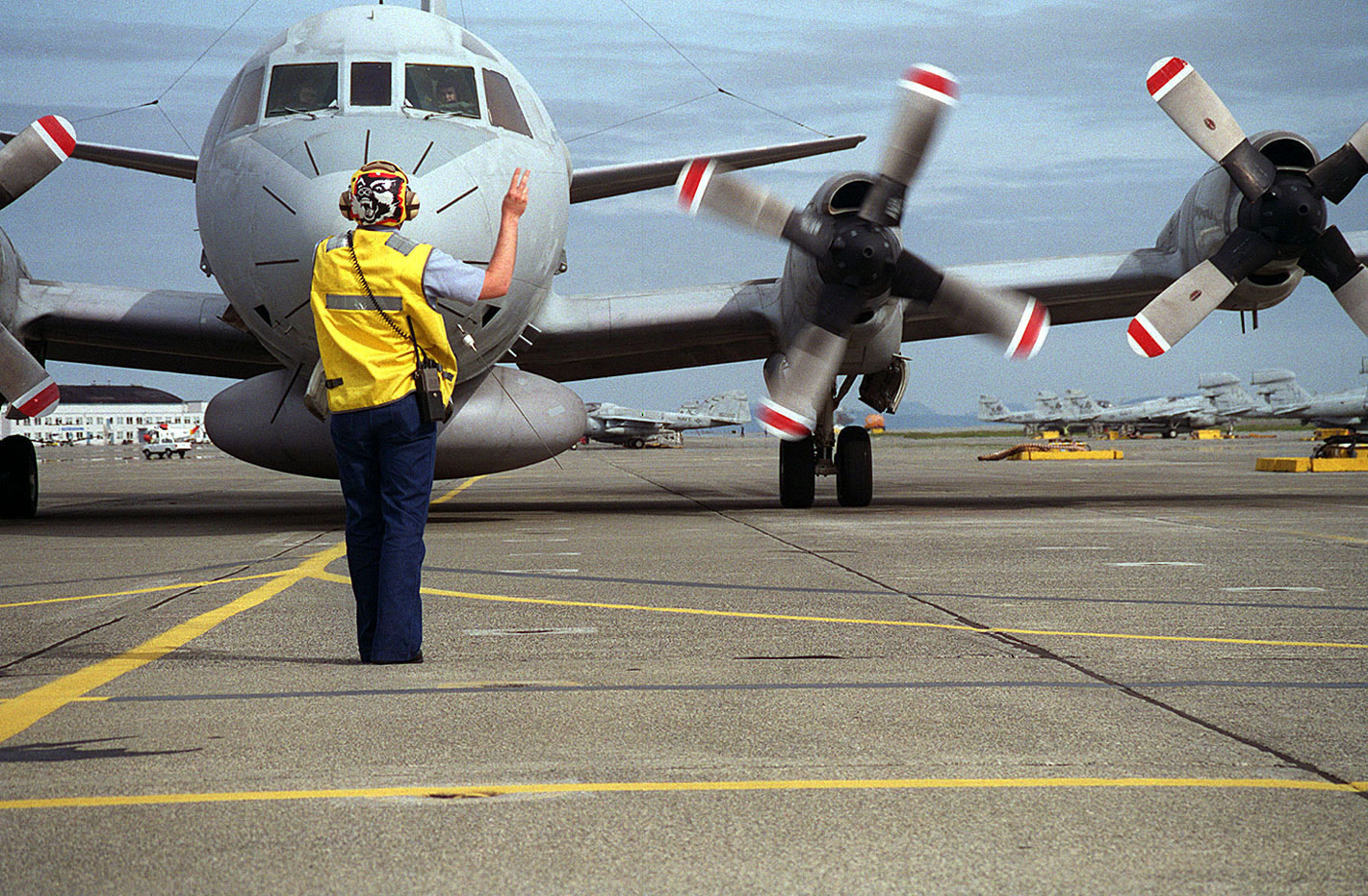
EP-3E螺旋槳

螺旋槳，是一種有中央槳轂和輻射形槳葉的裝置，每一槳葉都組成螺旋面的一部分。當它在水中或空氣中旋轉時，就產生拉（推）力，使船或飛機作前進運動。螺旋槳的拉（推）力與它作用的水或空氣的質量和加速度的乘積成正比。要取得最有效的推進，質量應大而加速度應小。

## 功率计算
功率（W）、直径(D)、螺矩（P）、转/分（N）
功率(W)=(D÷10)4×（P÷10）×(N÷1000)3×0.45
速度（SP）km/h=(P÷10)×(N÷1000)×15.24
静止推力(Th)g=(D÷10)3×(P÷10)×(N÷1000)2×22

## 舰船螺旋桨降噪
舰船螺旋桨降噪主要用于减少军用舰艇的声学信号，提高声波隐身能力，增加舰船生存能力。

### 大侧斜七叶螺旋桨
七叶螺旋桨主要应用于潜艇降噪。包括七叶螺旋桨，潜艇推进器直径往往较大，能获得同等转速下更高的动力输出，就相当于同等航速下减少转速，降低噪声。7叶非对称设计不易发生共振，并且能够减少空穴产生。七叶螺旋桨对加工技术有一定的要求。七叶螺旋桨也是目前潜艇中最常见的推进器。

### 复合材料螺旋桨
使用非传统的材料制造，通过减少螺旋桨自身震动，减少空泡来达到降噪目的。英国是最先使用此技术的国家。但复合螺旋桨在使用上并不常见。

### 泵水推进螺旋桨
泵水推进螺旋桨目前正逐步代替大侧斜七叶螺旋桨。泵水螺旋桨能有效减少螺旋桨自身震动发出的噪声，减少空穴噪声。美国的海狼级，弗吉尼亚级，俄罗斯的北风之神级核潜艇就使用这种螺旋桨。

### 喷水推进器
喷水推进器实际上没有螺旋桨。喷水推进用喷出水的反作用力推动船身前进。因为没有螺旋桨，噪声大大降低。且喷水推进器相對螺旋槳而言更利於淺水航行，往往也能達到更高航速。这种推进技术有望代替传统的螺旋桨推进技术。目前正处于研发，实验中。